# По направлению к Свану
«По направлению к Свану» (фр. Du côté de chez Swann) — первая книга Марселя Пруста из цикла «В поисках утраченного времени». Впервые опубликована во Франции в ноябре 1913 года.
Книга смутила самых доброжелательно настроенных читателей и критиков, так как на первый взгляд это был неудачный автобиографический роман, весьма запутанный хронологически, с событиями, которые никак не выстраивались в общую картину. Однако роман был задуман автором как способ познать себя, своё сознание, свою психику на материале личных впечатлений и переживаний, но не в линейном построении, а по случайным всплескам эмоций и проявлений памяти.

## Из истории романа
Роман «По направлению к Свану» не сразу стал одной из книг цикла «В поисках утраченного времени». Изначально она планировалась Прустом как первая из трёх частей одноимённой книги. За ней должны были следовать «У Германтов» и «Обретённое время». Набросок этой книги был готов уже в 1909 году, а с 1910 по 1912 год Пруст работал над её первой редакцией. Выпуская в свет в 1913 году «По направлению к Свану», Пруст уже закончил работу над книгой в целом. Из 712 страниц, переданных издателю Грассэ в декабре 1912 года, в том «По направлению к Свану» было включено 467 страниц. Книга вышла в свет 14 ноября 1913 года и осталась почти не замеченной критикой. Издательства отказывались публиковать роман никому не известного писателя. Первое издание вышло благодаря связям друга юности писателя Рене Блюма с издательством.
Глубокое потрясение, испытанное Прустом в 1914 году (гибель его секретаря Альфреда Агостинелли и война), привело к существенному изменению плана романа. Объём произведения увеличился вдвое за счёт частей, связанных с Альбертиной, персонажем, введённым в роман в 1914 или 1915 году.
На русский язык роман переводился Адрианом Франковским в 1927 году, Николаем Любимовым в 1973 году, Еленой Баевской в 2008 году.
В конце 2018 года первое издание романа было продано с аукциона в Париже за рекордную для произведения на французском языке сумму — €1,5 млн.

## Экранизация
В 1984 году Фолькером Шлёндорфом был снят фильм «Любовь Свана», представляющий собой вольную экранизацию второй части романа (Любовь Свана).